# Дискография Джамалы
Дискография украинской певицы Джамалы включает в себя четыре студийных альбома, два мини-альбома, один концертный альбом, девятнадцать синглов, тринадцать музыкальных видео и три саундтрека.
| Сокращения названий стран (по стандарту ГОСТ 7.67) | Сокращения названий стран (по стандарту ГОСТ 7.67) | |
| --- | --- | --- |
| \| - АВТ — Австрия - АВС — Австралия - БЕЛ — Бельгия - КАН — Канада - ШВА — Швейцария - ИСП — Испания - ГЕР — Германия - ДАН — Дания - ЮЖН — Южно-Африканская Республика \| - ВЕН — Венгрия - ФИН — Финляндия - ФРА — Франция - ВЕЛ — Великобритания - ГРЕ — Греция - ИРЯ — Ирландия - ИТА — Италия - ЯПО — Япония - ПОЛ — Польша \| - НИД — Нидерланды - НОР — Норвегия - НОЗ — Новая Зеландия - США — Соединённые Штаты Америки - ШВЕ — Швеция - ЕВР — Европейский Союз - ПОР — Португалия - МЕК — Мексика - ИЗР — Израиль \| | | |
| - АВТ — Австрия - АВС — Австралия - БЕЛ — Бельгия - КАН — Канада - ШВА — Швейцария - ИСП — Испания - ГЕР — Германия - ДАН — Дания - ЮЖН — Южно-Африканская Республика | - ВЕН — Венгрия - ФИН — Финляндия - ФРА — Франция - ВЕЛ — Великобритания - ГРЕ — Греция - ИРЯ — Ирландия - ИТА — Италия - ЯПО — Япония - ПОЛ — Польша | - НИД — Нидерланды - НОР — Норвегия - НОЗ — Новая Зеландия - США — Соединённые Штаты Америки - ШВЕ — Швеция - ЕВР — Европейский Союз - ПОР — Португалия - МЕК — Мексика - ИЗР — Израиль |

## Студийные альбомы
| Название        | Детали                                                                  |
| --------------- | ----------------------------------------------------------------------- |
| For Every Heart | - Релиз: 12 апреля 2011 - Лейбл: «Moon Records» - Формат: ЦД, CD        |
| All or Nothing  | - Релиз: 19 марта 2013 - Лейбл: «Moon Records» - Формат: ЦД, CD, LP     |
| Подих (Дыхание) | - Релиз: 12 октября 2015 - Лейбл: «Enjoy! Records» - Формат: ЦД, CD, LP |
| 1944            | - Релиз: 10 июня 2016 - Лейбл: «Universal Music Group» - Формат: ЦД, CD |
| Крила (Крылья)  | - Релиз: 12 октября 2018 - Лейбл: «Enjoy! Records» - Формат: ЦД, LP     |
| Qirim (Крым)    | - Релиз: 4 мая 2023 - Лейбл: «Universal Music Polska» - Формат: ЦД, LP  |

## Концертные альбомы
| Название                    | Детали                                                   | Примечания       |
| --------------------------- | -------------------------------------------------------- | ---------------- |
| Live at Arena Concert Plaza | - Релиз: 2012 - Лейбл: «Enjoy! Records» - Формат: ЦД, CD | - Концертное DVD |

## Мини-альбомы
| Название  | Детали                                                             |
| --------- | ------------------------------------------------------------------ |
| Thank You | - Релиз: 1 октября 2014 - Лейбл: «Enjoy! Records» - Формат: ЦД, CD |
| 1944      | - Релиз: 7 мая 2016 - Лейбл: «Enjoy! Records» - Формат: ЦД, CD     |
| 5:45      | - Релиз: 9 апреля 2021 - Лейбл: «Comp Music» - Формат: ЦД          |
| Поклик    | - Релиз: 28 октября 2022 - Лейбл: «Comp Music» - Формат: ЦД        |

## Синглы
| 2010                                                                 | «You Are Made of Love» | —  | —  | —  | —  | 239 | —  | —  | —  | —   | For Every Heart     |
| 2010                                                                 | «It’s Me, Jamala»      | 35 | —  | —  | —  | 298 | —  | —  | —  | —   | For Every Heart     |
| 2010                                                                 | «Smile»                | —  | —  | —  | —  | 189 | —  | —  | —  | —   | For Every Heart     |
| 2012                                                                 | «Я Люблю Тебя»         | —  | —  | —  | —  | —   | —  | —  | —  | —   | All or Nothing      |
| 2012                                                                 | «Hurt»                 | —  | —  | —  | —  | —   | —  | —  | —  | —   | All or Nothing      |
| 2013                                                                 | «Кактус»               | —  | —  | —  | —  | —   | —  | —  | —  | —   | All or Nothing      |
| 2014                                                                 | «Заплуталась»          | —  | —  | —  | —  | —   | —  | —  | —  | —   | Thank You           |
| 2014                                                                 | «Злива»                | —  | —  | —  | —  | —   | —  | —  | —  | —   | Не входит в альбомы |
| 2014                                                                 | «Чому?»                | —  | —  | —  | —  | —   | —  | —  | —  | —   | Не входит в альбомы |
| 2015                                                                 | «Очима»                | —  | —  | —  | —  | —   | —  | —  | —  | —   | Подих               |
| 2015                                                                 | «Шлях додому»          | —  | —  | —  | —  | —   | —  | —  | —  | —   | Подих               |
| 2015                                                                 | «Подих»                | —  | —  | —  | —  | —   | —  | —  | —  | —   | Подих               |
| 2016                                                                 | «1944»                 | 2  | 54 | 49 | 16 | 135 | 32 | 46 | 73 | 289 | 1944                |
| «—» означает, что сингл не попал в чарт или не был выпущен в стране. |                        |    |    |    |    |     |    |    |    |     |                     |

## Музыкальные видео
| Год  | Название                | Альбом          | Режиссёр         |
| ---- | ----------------------- | --------------- | ---------------- |
| 2009 | History Repeating       | For Every Heart | Алан Бадоев      |
| 2010 | You’re Made of Love     | For Every Heart | Екатерина Царик  |
| 2010 | It’s Me, Jamala         | For Every Heart | Чарли Стэдлер    |
| 2011 | Smile                   | For Every Heart | Максим Ксьонда   |
| 2011 | Find me                 | For Every Heart | Джон Икс Кэрри   |
| 2012 | Я люблю тебя            | All or Nothing  | Сергей Сараханов |
| 2013 | Кактус                  | All or Nothing  | Денис Захаров    |
| 2013 | All These Simple Things | All or Nothing  | Александр Милов  |
| 2013 | У осени твои глаза      | All or Nothing  | Виктор Вилкс     |
| 2014 | Чому?                   | OST «Поводырь»  | Олесь Санин      |
| 2015 | Заплуталась             | Thank You       | Анатолий Сачивко |
| 2015 | Иные                    | Подих           | Михаил Емельянов |
| 2016 | Шлях додому             | Подих           | Анна Копылова    |

## Саундтреки
| Год  | Материал                 | Песня                       |
| ---- | ------------------------ | --------------------------- |
| 2014 | «Зима, что изменила нас» | «Злива»                     |
| 2014 | «Поводырь»               | «Чому?»                     |
| 2015 | «Иные»                   | «Иные»                      |
| 2022 | «Я, Победа и Берлин»     | «Хай буде так, як хочеш ти» |